# Lagunaria
Lagunaria é um género botânico pertencente à família Malvaceae.
Este género possui uma única espécie: Lagunaria patersonia
1. ↑  «Lagunaria — World Flora Online». www.worldfloraonline.org. Consultado em 19 de agosto de 2020